# キャメロン・マイヤー
キャメロン・マイヤー（Cameron Meyer、1988年1月11日 - ）は、オーストラリア、西オーストラリア州のヴィヴィーシュ出身の自転車競技選手。姓は「マイアー」「メイヤー」とも表記される。

## 経歴
トラヴィス・マイヤーは実弟で、同じく自転車競技選手。

### 2006年
- ジュニア世界選手権自転車競技大会、トラックレースの個人及び団体追い抜き、マディソンを制し三冠を達成。
- オーストラリア選手権・ジュニア部門では、ロードレースを含めた中長距離系種目の五冠を達成した。

### 2007年
- UCIトラックワールドカップ2006-2007
  - ロサンゼルス - ポイントレース 優勝
- オセアニア自転車競技選手権
  - ポイントレース 優勝
  - 団体追い抜き 優勝

### 2008年
- UCIトラックワールドカップ2007-2008
  - ロサンゼルス - ポイントレース 優勝
- ツアー・オブ・ジャパン総合優勝。
- ロードレース世界選手権・U23個人タイムトライアル 3位

### 2009年
- ガーミン・トランジションズ（後の ガーミン・バラクーダ）と契約を結んでプロ転向。
- オーストラリア選手権 団体追抜 優勝
- トラックレース世界選手権
  -  ポイントレース 優勝。
  - 団体追抜 2位
  - マディソン 2位。

### 2010年
- ツアー・オブ・オマーン 総合3位
- オーストラリア選手権 
  - 個人タイムトライアル(ITT)優勝
  - マディソン 優勝（+ グレン・オシェイ）
- トラックレース世界選手権
  -  ポイントレース連覇達成。
  -  団体追い抜きでは決勝のみの出場だったが、ジャック・ボブリッジ、ロハン・デニス、マイケル・ヘップバーンとのカルテットで優勝に貢献。
  -  マディソンでも、リー・ハワードとのコンビで優勝し、同大会三冠を果たした。
- コモンウェルスゲームズ
  - ポイントレース 優勝
  - 団体追抜 優勝
  - スクラッチ 優勝
- UCIトラックワールドカップ2010-2011
  - メルボルン - マディソン & 団体追抜 優勝

### 2011年
- オーストラリア選手権
  - ITT 連覇
  - マディソン 優勝（+ ジャック・ボブリッジ）
- ツアー・ダウンアンダー、第4ステージを制して総合でもトップに立ち、最終ステージにおける、マシュー・ゴスの追撃を2秒差振り切って総合優勝。
- トラックレース世界選手権
  -  マディソンにおいて、リー・ハワードとのコンビで連覇。
  - ポイントレース 2位
- ツール・ド・パース 総合優勝
- オーストラリア選手権 マディソン 優勝（+ リー・ハワード）

### 2012年
- グリーンエッジに移籍。
- ベルリン6日間レース 優勝（+ リー・ハワード）
- ティレーノ〜アドリアティコ 総合10位
- トラックレース世界選手権
  -  ポイントレース 優勝
  - マディソン 3位
- ロードレース世界選手権
  - チームタイムトライアル 3位
  - ITT 16位

### 2013年
- ツアー・オブ・ターキー 総合6位
- ツアー・オブ・カリフォルニア 総合5位
- ツール・ド・スイス 区間1勝(第1S=ITT)・総合10位
- ツール・ド・フランス 第4ステージ 優勝（TTT、サイモン・ゲランス  + ミヒャエル・アルバジーニ  + サイモン・クラーク  + マシュー・ゴス  + ダリル・インピー  + ブレット・ランカスター  + スチュワート・オグレディ  + スヴェイン・タフト）・総合130位

### 2014年
- オーストラリア選手権
  - ロード 4位

- ヘラルド・サン・ツアー 総合9位
- ジロ・デ・イタリア 第1ステージ 優勝（TTT、スヴェイン・タフト  + ルーク・ダーブリッジ  + ピーター・ウェーニング  + マイケル・マシューズ  + イヴァン・サンタロミータ  + ブレット・ランカスター  + マイケル・ヘップバーン  + ミッチェル・ドッカー）
- ツール・ド・スイス 区間1勝（第2S）
- ブエルタ・ア・エスパーニャ 第1ステージ 3位

### 2015年
- ヘラルド・サン・ツアー 第1ステージ 優勝・第2ステージ 2位・総合優勝
- ブエルタ・ア・エスパーニャ 第1ステージ 3位

### 2016年
- チーム・ディメンションデータに移籍
- オーストラリア選手権
  - ロード 2位
- 6月15日、「個人的な理由」によりチーム脱退を表明。10月3日、ロンドン6日間レースにて競技復帰を表明。
- ロンドン6日間レース
  - 総合3位（+ カラム・スコットソン）
  - デルニー 2位（+ カラム・スコットソン）
  - チームエリミネーション 4位（+ カラム・スコットソン）
  - マディソン 3位（+ カラム・スコットソン）

- トラックレース世界選手権
  - ポイントレース 優勝
  - マディソン 2位（+ カラム・スコットソン）

### 2017年
- オーストラリア選手権
  - マディソン 優勝（+ サム・ウェルズフォード）
- オーストラリア・ナショナルチーム（Team UniSA-Australia）としてロードレースに出場
  -  オーストラリア選手権 ロード 13位、このレースを最後にトラヴィスが競技より引退、6位。
  - ツアー・ダウンアンダー 第4ステージ 敢闘賞
  - カデル・エヴァンス・グレートオーシャン・ロードレース 3位
  - ジェイコ・ヘラルド・サン・ツアー 総合4位
- オーストラリア選手権
  - 団体追抜 優勝（+ ステファン・ホール  + サム・ウェルズフォード  + マイケル・フレイバーグ）
  - パーシュート 2位
- トラックレース世界選手権2016-2017
  -  団体追抜 優勝（+ ローハン・ワイト  + ケラン・オブライエン  + ニコラス・ヤロウリス  + アレックス・ポーター  + サム・ウェルズフォード）
  -  ポイントレース 優勝
  - マディソン 2位（+ カラム・スコットソン）
- アン・ポスト・ラス（英語版） オーストラリア・ナショナルチームとして出場
  - 第5ステージ、中盤より逃げに乗ったが惜しくもゴール前スプリントで2位・総合3位
- ドワルス・ドーア・デ・フラームス・アルデンヌ（英語版） オーストラリア・ナショナルチームとして出場
  - 140キロ地点でのカペルミュール登頂後、カラム・スコットソンと共にアタックし追走グループ、逃げを吸収後30キロ手前で独走、ITT状態で逃げ切り優勝。初のベルギー石畳レースにて、約二年半ぶりのロードレースでの勝利となる。
- Albrandswaard 2017 優勝
- 6 Giorni delle Rose[1] オーストラリア・ナショナルチームとして出場
  - ポイントレース 優勝
  - オムニアム 3位
- 9/1よりオリカ・スコットの下部チームに加入。
- ロンドン六日間レース
  - 総合 優勝（+ カラム・スコットソン）
- ツアー・オブ・チャイナI
  - 総合 7位
  - 山岳 4位
- オーストラリア選手権
  - オムニアム 4位
  - マディソン 7位（+ カラム・スコットソン）

### 2018年
- ミッチェルトン・スコットに加入
- オーストラリア選手権 ロード 15位
- ツアー・ダウンアンダー 総合25位
- カデル・エヴァンス・グレートオーシャン・ロードレース16位
- ヘラルド・サン・ツアー 総合2位
  - 第1ステージ 2位
  - 第2ステージ 3位
  - 第3ステージ 2位
  - 第4ステージ 2位
- トラックレース世界選手権
  -  ポイントレース 優勝
  - マディソン 3位（+ カラム・スコットソン）
- コモンウェルスゲームズ　オーストラリア・ナショナルチームとしてトラック、ロードに出場
  - トラック　ポイントレース 4位
  - ロード　
    - 個人タイムトライアル 優勝　
    - ロードレース：チームメイトのスティール・ヴォンホフを優勝に導き9位
- ツール・デ・フィヨルド（英語版） (2.HC) 総合53位
- ハンマーシリーズ・スタヴァンゲル ミッチェルトン・スコットは三日間のステージ全て制し完全優勝
  - ハンマークライム 優勝
  - ハンマースプリント  優勝
  - ハンマーチェイス  優勝
- ツール・ド・スイス 総合75位
  - 第1ステージ 5位
  - 第9ステージ 7位
- Tre Sere Internazionale "Città di Pordenone"
  - オムニアム 優勝
- ツアー・オブ・ユタ 総合54位
- 24th International Cycling Meeting for Sprint and Omnium
  - オムニアム 2位
- ユーロアイズ・サイクラシックス 87位
- ツアー・オブ・ブリテン　区間優勝（第2ステージ）
  - 総合11位

### 2019年
- セッティマーナ・インテルナツィオナーレ・ディ・コッピ・エ・バルタリ　区間優勝（第1bステージ・チームタイムトライアル）

### 2020年
- オーストラリア選手権　優勝（個人ロードレース）

### 2021年
- オーストラリア選手権　優勝（個人ロードレース）